# Heartstopper (powieść graficzna)
Heartstopper – powieść graficzna i seria webkomiksów z gatunku young adult o charakterze LGBTQ+ napisana i zilustrowana przez brytyjską autorkę Alice Oseman. Jest tematem serialu z 2022 roku o tej samej nazwie, wyreżyserowanego przez Eurosa Lyna. Przekładem na wersję polską zajmuje się Natalia Mętrak-Ruda.

## Powstawanie
Oseman zaczęła publikować Heartstopper na swoim Tumblr i Tapas we wrześniu 2016 roku. Zyskał on sporą popularność i Oseman postanowiła rozpocząć samodzielne wydawanie fizycznych kopii dwóch pierwszych rozdziałów. 20 czerwca 2018 rozpoczęła kampanię na Kickstarterze i w ciągu dwóch godzin osiągnęła zakładaną kwotę. Kilka miesięcy później, w październiku 2018, Hachette Children’s Group nabyła prawa do fizycznego wydania całej serii.

## Fabuła
Heartstopper opowiada historię Charliego Springa i Nicka Nelsona, którzy poznają się i zakochują w sobie.

## Postacie
- Charlie Spring
- Nick Nelson
- Tao Xu
- Victoria „Tori” Spring
- Elle Argent
- Tara Jones
- Darcy Olsson
- Aled Last
- Benjamin Hope

## Tomy

### Tom pierwszy
Tom pierwszy obejmuje rozdziały 1 i 2 z wersji samopublikowanej. Charlie i Nick spotykają się w nim po raz pierwszy i zaprzyjaźniają się. Polska wersja została wydana 15 września 2021.

### Tom drugi
Tom drugi zawiera rozdział 3 wersji z samodzielnej publikacji. W tomie drugim Nick zaczyna zakochiwać się w Charliem i kwestionuje swoją seksualność. Data wydania polskiej wersji to 12 stycznia 2022.

### Tom trzeci
Tom trzeci zawiera 4 rozdział wersji z samodzielnego druku. W tomie trzecim Nick i Charlie, teraz już jako para, muszą stawić czoła pierwszym wyzwaniom w związku, a także szkolnej wycieczce do Paryża. Polska wersja została wydana 23 marca 2022.

### Tom czwarty
Tom czwarty zawiera rozdziały 5 i 6 z wersji do samodzielnego druku. W tomie czwartym Nick przygotowuje się do ujawnienia się przed ojcem, a Charlie walczy z zaburzeniami odżywiania. Polska wersja została wydana 1 czerwca 2022.

### Tom piąty
Tom piąty będzie przedostatnim tomem powieści graficznej. Oryginalna wersja miała się ukazać 9 listopada 2023 roku, finalnie trafił do sprzedaży 7 grudnia 2023 roku w Polsce, Wielkiej Brytanii, Irlandii, Australii i Nowej Zelandii, a 19 grudnia 2023 w Stanach Zjednoczonych[niewiarygodne źródło?].

## Adaptacja
Pierwsze prace nad adaptacją rozpoczęły się, gdy See-Saw Films nabyło prawa w lipcu 2019 roku. W styczniu 2021 roku produkcja została zatwierdzona przez Netflix jako ośmioodcinkowy serial. Premiera odbyła się 22 kwietnia 2022 roku. 3 sierpnia 2023 roku odbyła się premiera 2 sezonu serialu.